# یواس‌اس میچل (دی‌ئی-۴۳)
یواس‌اس میچل (دی‌ئی-۴۳) (به انگلیسی: USS Mitchell (DE-43)) یک کشتی بود که طول آن ۲۸۹ فوت ۵ اینچ (۸۸٫۲۱ متر) بود. این کشتی در سال ۱۹۴۳ ساخته شد.